# Wsiewołod Sanajew
Wsiewołod Wasiljewicz Sanajew (ros. Всеволод Васильевич Санаев; ur. 1912, zm. 1996 w Moskwie) – radziecki aktor filmowy, teatralny i głosowy. Ludowy Artysta ZSRR.
Pochowany na Cmentarzu Nowodziewiczym w Moskwie.

## Wybrana filmografia

### Role filmowe
- 1952: Wiejski lekarz
- 1953: Odzyskane szczęście
- 1958: Opowieści o Leninie
- 1960: Zmartwychwstały po raz trzeci
- 1964: Pierwszy dzień wolności
- 1971: Wyzwolenie
- 1972: Pogwarki
- 1987: Zapomniana melodia na flet

### Role głosowe
- 1952: Sarmiko[2]